# KFT (együttes)
A KFT egy 1981-ben alakult alternatív rockzenekar. Egyéni, ironikus hangvétel és sok abszurd, szövegközpontú dal jellemzi őket. A kritika kezdettől fogva az újhullámhoz sorolta őket, de széles tömegeket megmozgató koncertjeikkel és országos slágereikkel túlnőttek az alternatív kereteken.

## Története

### A KFT előtt (1974–1980)
A kottagrafikusként dolgozó Bornai Tibor és Laár András 1974 óta együtt játszott a Küllőrojt, Almárium, majd a Kentaur együttesben. A KFT körvonalai 1980 legelején kezdtek kialakulni, amikor Bornai Tibor zongorán, Laár András gitáron és Márton András dobokon a Fonográf kiegészítő muzsikusaiként együtt turnéztak az NDK-ban Koncz Zsuzsával, Bródy Jánossal, Tolcsvay Lászlóval és Móricz Mihállyal. Októberben az esernyőkészítőként is tevékeny II. Lengyelfi Miklós basszusgitárossal megalakult a KFT zenekar, és a legendás Józsefvárosi Pinceklubban kezdtek próbálni, majd koncertezni.

### Névválasztás
A hetvenes évek végén a korlátolt felelősségű társaságok még csak a gazdasági szakkönyvek szerint léteztek. Laár ebben az időszakban egy Kulhanek Cirkusz nevű formációban lépett fel baráti társaságok előtt, és az egyik, ebben játszó tag találta ki hogy akár KFT-nek is nevezhetnének egy zenekart. Mivel velük Laár nem tudott zenekart alakítani, elkérte a nevet, és ezt javasolta zenésztársainak, mondván, "a világ dolgaiért csak korlátozottan tudunk felelősséget vállalni". A nyolcvanas évek elején kezdtek gazdasági kft-k alakulni, a zenekar 1987. április 14-én kedden 11 órakor egy találkozót szervezett valamennyi magyarországi kft képviselőnek az Erkel Színházzal szembeni Japán étteremben, ahol mindannyian elfértek.

### Az első évtized (1981–1991)
1981-ben Bódy Magdival készítettek 12 rádiófelvételt, amelyet nagylemezen terveztek megjelentetni. 1981 nyarán már KFT néven, a Locomotiv GT előzenekaraként debütálva turnéztak, majd augusztusban a televíziós Táncdalfesztiválon keltettek óriási feltűnést az eredetileg Bódy Magdi számára írt Bábu vagy újszerű zenei, szövegi megoldásaival és színházi, pantomimes elemeket is felvonultató koreográfiájukkal. Bódy Magdival a táncdalfesztiválon dalt cseréltek, így a Bábu vagy a KFT-vel lett kirobbanó siker. Bódy Magdi albuma nem jelent meg, hanem a 12 dalt a zenekar előadásában adták ki nagylemezen. Sikerükre jellemző, hogy 4 hónap leforgása alatt az együttes 200 koncertet adott országszerte.
1982-ben mutatták be a Szkéné Színházban az Elmúltak az ünnepek című darabjukat. Szereplőként és dalszerzőként közreműködtek Verebes István „Krőzusoperájának” tévéváltozatában, melyet Kenyeres Gábor és Sztevanovity Dusán rendezett. A mozgalmas év végén GM49-cel közösen alapított klubjuk átköltözött a XI. kerületi pártházban abban az évben megnyitott Lágymányosi Közösségi Házba, ahol rendszeressé váltak a KFT klubestek. Ebben az évben jelent meg első albumuk, a Macska az úton, amelyen nem szerepelt országos slágerük, a Bábu vagy.
1983-ban három hetet töltöttek Kubában Koncz Zsuzsával. Később klubjuk székhelyét át kellett tenniük az Almássy téri Szabadidőközpontba. Második albumuk az Üzenet a liftből/ A fodrász címen jelent meg, ekkor forgatták az első magyar videóklipet a Fodrász című dalhoz. Ugyanebben az évben a tagok WYX álnéven egy kétszámos, angol nyelvű punk kislemezt is megjelentettek a Hungarotonnál.
1984-ben jelent meg az Afrika című dal, majd a Bál az Operában lemez, ezzel végérvényesen megerősítve pozíciójukat az alternatív zenét követően a rádióbarát populáris műfaj területén is. A lemez borítóján az akkor nyugaton is világújdonságnak számító személyi számítógépen játszható, KFT játékprogramot szerepeltettek.
1985-ben közös felvételeket készítettek Hazel O’Connorral, az Üvegtörők című film szereplőjével, illetve felléptek egy prágai fesztiválon is.
1986-ban jelent meg negyedik lemezük, a Siker, pénz, nők, csillogás, rajta a Balatoni nyár című slágerrel. Áprilisban Bostonban, szeptemberben Los Angelesben játszott a KFT, közben pedig az egyetemi és egyéb klubok állandó vendégei voltak szerte Magyarországon.
1987-ben megváltak addigi menedzserüktől, szakítottak a Lemezgyárral, és elsőként kötöttek szerződést magánkiadóval, a Szimultán Rt-vel. 1989-ben új kiadóhoz szerződtek, a Szigeti Ferenc által irányított Protonhoz. 1991-ben a csapat a közös munka szüneteltetése mellett döntött. Decemberben a Közgázon megrendezett, rendhagyó, hármas koncerttel köszönt el rajongóitól a 10 éves jubileumát ünneplő KFT. A koncertekről készült felvételt egy teásdobozba csomagolva jelentették meg, melyet Márton András tervezett.
A KFT nevéhez kapcsolódik az 1989-es temesvári forradalomnak emléket állító Temesvár '89 dal. A szöveget Laár András írta, és az 1989. december 28-án rögzített felvételen a KFT-tagokon kívül közreműködött Földes László, Bródy János, Szikora Róbert, Vincze Lilla, Pataky Attila, Koncz Zsuzsa, Flipper Öcsi, Lerch István, Sztevanovity Zorán, D. Nagy Lajos, Benkő László, Gerendás Péter, Lippényi Gábor, B. Tóth László. A dalt előadták a forradalom áldozatainak megsegítésére rendezett koncerten, a befolyó összeget pedig jelképes támogatásként eljuttatták Temesvárra.

### A második évtized (1992–2001)
1996. október 12-én a Budapest Sportcsarnokban telt házas koncertet adtak Bál az interneten címmel, amelyen Magyarországon először internetes kapcsolat segítségével énekelt Hazel O’Connor Dublinból, Wahorn András pedig Los Angelesből rajzolt élőben a kivetítőre. 1997. november 27-én ismét koncerteztek a BS-ben.
A zenekar 1999-ben Laár András nélkül (helyette Mohai Tamással) újra aktivizálta magát, 2000-ben lemezük is megjelent ebben a felállásban Éljen a szerelem címmel.
2001-ben már az eredeti összeállítás ünnepelte a megalakulás 20. évfordulóját a Körcsarnokban.

### A harmadik évtized (2002–2011)
Huszadik születésnapját követően a zenekar újra aktivizálta magát, évente átlagosan 20 koncertet adtak. 2002-ben egyik budapesti koncertjükön Ken Follett író is közreműködött basszusgitáron, három dalt játszottak együtt. Ekkor léptek fel először a Sziget Fesztiválon.
2003-ban a Higiénikus Ember című albummal jelentkeztek, melyről a Százszorszép című dal bekerült a Mahasz Top20-ba. Az albumot a NASA által indított Cosmic Call keretében a Marsra is eljuttatták. A CD vásárlói között egy, a zenekarral egyidős Volvót sorsoltak ki, melyet Higiénikus verdának neveztek, és a zenekar arculatára díszítettek. A lemezt az Olof Palme-házban tartott, interneten élőben közvetített Telepatikus-koncerten mutatták be, ahol egy taiko dobcsoport és Sebeők János is színpadra lépett egy-egy dal erejéig.
2005-ben a zenekar Hawaiira utazott, hogy valóra váltsák 50 évesen Honoluluban című daluk szövegét. A meglepetés utazást Márton András szervezte titokban az együttesnek.
2006. március 15-én a köztársasági elnök megbízásából a kulturális miniszter A Magyar Köztársasági Érdemrend lovagkeresztje kitüntetést adományozta a zenekar tagjainak. Májusban jelent meg a Nem csupa angyal című új albumuk, melyet a Petőfi Csarnokban adott koncerttel mutattak be a közönségnek. A lemez nem ismételte meg a három évvel korábbi, Higiénikus ember sikerét. Még abban az évben, 25. születésnapjuk alkalmából a Hungaroton megjelentette első valódi „best of” lemezüket, KFT 25 címmel, amely újra a Mahasz listára delegálta a zenekart.
2007 júliusában a Művészetek Palotájában adtak telt házas koncertet. Az alkalomhoz illően a dalokat jelentősen átalakították. A koncerten közreműködött Ifj. Kurtág György, Pribojszki Mátyás, a dalokhoz Cakó Ferenc készített élőben homokanimációt. A koncertet – későbbi sugárzásra – több kamerával rögzítették.
2008-ban felléptek az MTV Icon gálán egy Tankcsapda-feldolgozással, illetve a Sziget Fesztiválon első alkalommal megrendezett Magyar Dal Napján is felléptek rövid műsorral. December 4-én jelent meg A bábu visszavág című albumuk. A CD rendhagyó körülmények között, 30 000 példányban a Pesti Est ingyenes különszámába volt csomagolva. Az album hagyományos CD formátumban is megjelent, és egy stúdióban nem rögzített daluk 1981-es koncertfelvételét extraként tartalmazta.
2010 decemberében "29. születésnapi koncert"-et adtak az A38 Hajón, a látványtervet a Kiégő Izzók készítette. A hajó éttermében újra felszolgálták a 80-as évek KFT konyhájának néhány klasszikus fogását, például a tronnyantott gombócot. A koncert hang- és képanyagát későbbi rádiós és televíziós sugárzásra rögzítették. A koncert utáni after partyn a zenekart és mintegy 100 vendégét a KFT-tagok gyermekeiből álló zenekar lepte meg: a titokban erre az alkalomra összeállt „A Te Apád” nevű zenekar három KFT-számot adott elő.
A KFT 2011-ben ünnepelte 30. születésnapját, csakúgy, mint a Metallica, a Mötley Crüe és a Pet Shop Boys. 30. születésnapjukat a Budapest Sportarénában, Ufóshow címen tartott koncertjükkel ünneplik 2011. december 28-án.
2010 óta évente fellépnek az A38 hajón.
2014. szeptember 7-én nagyszabású koncertet adtak az Operaházban. A Bál az Operában című, különleges műsorukat 2015 januárjában a Miskolci Nemzeti Színházban is bemutatták.
2025 májusában Laár András bejelentette, hogy kilép a zenekarból. Az együttes tovább folytatja a fellépéseket, az együttes új tagja Nedvig Balambér lett.

## Tagok
- Bornai Tibor (beceneve Dráni) – zongora, ének
- II. Lengyelfi Miklós (beceneve Miki) – basszusgitár, nagybőgő, ének
- Márton András (beceneve Marcipán) – dob, ének
- Nedvig Balambér – gitár, ének (2025–)

### Korábbi tagok
- Laár András (beceneve Náti) – gitár, ének (1981–1999, 2000–2025)
- Mohai Tamás – gitár, ének (1999–2000)

## Népszerű dalok
Afrika (1984) és Balatoni nyár (1986) című, eredeti hangvételű dalaik a magyar popzene klasszikusaivá váltak.
Számos daluk épül egy-egy női név köré: ezek közül a legsikeresebb az Elizabet, de írtak dalt Andrea, Eszter, Irén, Rózsa, Rózsák Valériának és Teca címmel is.

## Diszkográfia

### Nagylemezek

#### Stúdióalbumok
- 1982 – Macska az úton
- 1983 – Üzenet a liftből / A fodrász
- 1984 – Bál az Operában
- 1986 – Siker, pénz, nők, csillogás
- 1987 – Ég és Föld
- 1988 – Édes élet
- 1990 – A nagy alakítás
- 2000 – Éljen a szerelem (Mohai Tamással)
- 2003 – Higiénikus ember
- 2006 – Nem csupa angyal
- 2008 – A bábu visszavág
- 2024 – Még mit nem (EP)

#### Koncertalbumok
- 1996 – Bál az Interneten (audio kazettán, CD-n és VHS kazettán)
- 2014 – Ufóshow (DVD-n)

#### Válogatások
- 1996 – Bábu vagy (kislemezes dalok és kiadatlan felvételek)
- 1999 – Balatoni nyár
- 2006 – 25 "Best of KFT"
- 2011 – KFT30!

### Kislemezek
- Drink And Dream / Malice Aforethought (Pepita International, PR 958)